# Recemundus
Recemundus Recemund (Arab: Rabi ibn Sid al-Usquf lub Rabi ibn Zaid, Kastylijski: Recemundo) chrześcijański biskup Elviry, sekretarz i ambasador kalifów Kordoby (Abd ar-Rahmana III i Al-Hakama II) w X wieku.
Recemund służył na dworze Abd ar-Rahmana III jako jego emisariusz i ambasador na dwór Ottona I, jak również do Konstantynopola i Jerozolimy.